# Albert Closas i Lluró
Albert Closas i Lluró (Barcelona, 3 d'octubre 1921 - Madrid, 19 de setembre 1994) fou un actor de teatre i cinema català.

## Biografia
Era fill de Rafael Closas i Cendra, conseller de la Generalitat de Catalunya. Després de la guerra civil espanyola es va exiliar amb la seva família a Buenos Aires, on estudià art dramàtic i treballà amb Margarida Xirgu.
El 1942 començà a fer cinema a l'Argentina, però tornà a Espanya en els anys 1950 i es dedicà a fer cinema en castellà, assolint renom pel seu paper de pare de família al film La gran familia dirigida per Fernando Palacios (1962), tot i que algun cop actuà en català, com a Visquem un somni, de Sacha Guitry, traduïda per Joan Oliver, el 1970.
No abandonà pas el teatre, i fou assidu del programa de TVE Estudio 1 que televisava obres de teatre. També ha aparegut en algunes sèries televisives, com Soc com soc (1990) de TV3.
El 1966 va rebre el Premi del Sindicat de l'Espectable pel film Operación Plus Ultra. El 1994 va rebre la Creu de Sant Jordi. Mentre representava a Madrid El canto del cisne amb Amparo Rivelles li van diagnosticar un càncer de pulmó, del qual moriria poc més tard.
Va ser un dels actors que l'any 1971 va reclamar públicament als empresaris teatrals una millor situació laboral advocant per una representació diària, llevat dels dissabtes i diumenges. L'any 1988, el locutor Luis del Olmo, dins del seu programa radiofònic Protagonistas va fer-li un homenatge de 4 hores de durada, des del Teatre Goya (Barcelona). També va ser empresari del teatre Marquina de Madrid.
Es casà tres vegades, la primera amb la coneguda actriu argentina d'origen belarús, Amelia Bence (nascuda com a Maria Batvinik), en segones núpcies amb l'argentina Lía Elena Centeno Padilla i darrerament amb l'alicantina Marisa Martínez Hernández. Amb elles va tenir cinc fills: Alejandra, Alberto, Jaime, Marisa i Catalina.

## Trajectòria professional

### Actor
- 1955. De acuerdo, Susana. Estrenada a Madrid.
- 1956. Mi adorado Juan de Miguel Mihura. Estrenada al teatre Comèdia de Barcelona.
- 1957. Lo siento, señor García d'Alfonso Paso.
- 1957. Una muchacha de Valladolid.
- 1967. El cumpleaños de la tortuga. Comèdia musical de Carinei i Giovanni. Adaptació de Gabriel Peña i J.M. Arozamena. Música de Renato Rascel. Representada al teatre Victòria de Barcelona.
- 1969, octubre. Flor de cactus de Barillet i Grédy. Estrenada al teatre Moratín de Barcelona.
- 1970. Visquem un somni de Sacha Guitry, amb versió de Joan Oliver. Estrenada al teatre Moratín de Barcelona.
- 1979. La libélula.

### Director
- 1967. El cumpleaños de la tortuga. Comèdia musical de Carinei i Giovanni. Adaptació de Gabriel Peña i J.M. Arozamena. Música de Renato Rascel. Representada al Teatre Victòria de Barcelona.
- 1971. Cuatro historias de alquiler de Barillet i Grédy. Dirigida per Albert Closas. Representada al teatre Moratín de Barcelona.

### Adaptador
- 1973, juliol. Superboing de Marc Camoletti. Estrenada al teatre Barcelona de Barcelona.

### Empresari
- 1971. Barcelona 2000. Estrenada al teatre Romea de Barcelona.

### Televisió
- 1990. Sóc com sóc (telecomèdia de 13 capítols). Produïda per Televisió de Catalunya. Director: Esteve Duran.

### Filmografia
- 1942. P'al otro lado de José Bohr
- 1950. El otro yo de Marcela
- 1950. Romance en tres noches
- 1951. Vivir un instante
- 1951. Cuidado con las mujeres
- 1951. El honorable inquilino
- 1952. Mi mujer está loca
- 1954. La dama del mar
- 1954. Mi viudo y yo
- 1954. Tren internacional
- 1955. Muerte de un ciclista. Director: Juan Antonio Bardem
- 1955. La fierecilla domada Amb Carmen Sevilla de coprotagonista.
- 1955. Ensayo final
- 1955. En carne viva
- 1956. La vida en un bloc
- 1956. Todos somos necesarios
- 1957. Distrito quinto de Julio Coll
- 1958. Una muchachita de Valladolid
- 1959. El traje de oro
- 1959. Charlestón
- 1959. El baile
- 1959. Una gran señora
- 1960. María, matrícula de Bilbao
- 1960. Navidades en junio
- 1961. Ud puede ser un asesino
- 1962. La gran familia
- 1963. Operación: Embajada
- 1963. El diablo también llora
- 1964. Casi un cabalero
- 1964. Muere una mujer
- 1964. Piso de solteros
- 1965. El secreto de Bill North
- 1965. La visita que no tocó el timbre
- 1965. De cuerpo presente
- 1965. La familia y uno más
- 1966. Las viudas
- 1966. La viuda soltera
- 1966. Operación Plus Ultra
- 1967. Los chicos del Preu. Director: Pedro Lazaga
- 1967. De cuerpo presente
- 1968. Un día es un día
- 1969. El taxi de los conflictos
- 1969. Sangre en el ruedo
- 1972. Experiencia prematrimonial
- 1975. Bodas de cristal
- 1978. La rabona
- 1979. La familia, bien, gracias
- 1984. Les últimes tardes amb Teresa
- 1989. Esquilache
- 1992. El maestro de esgrima